# Scopophilie

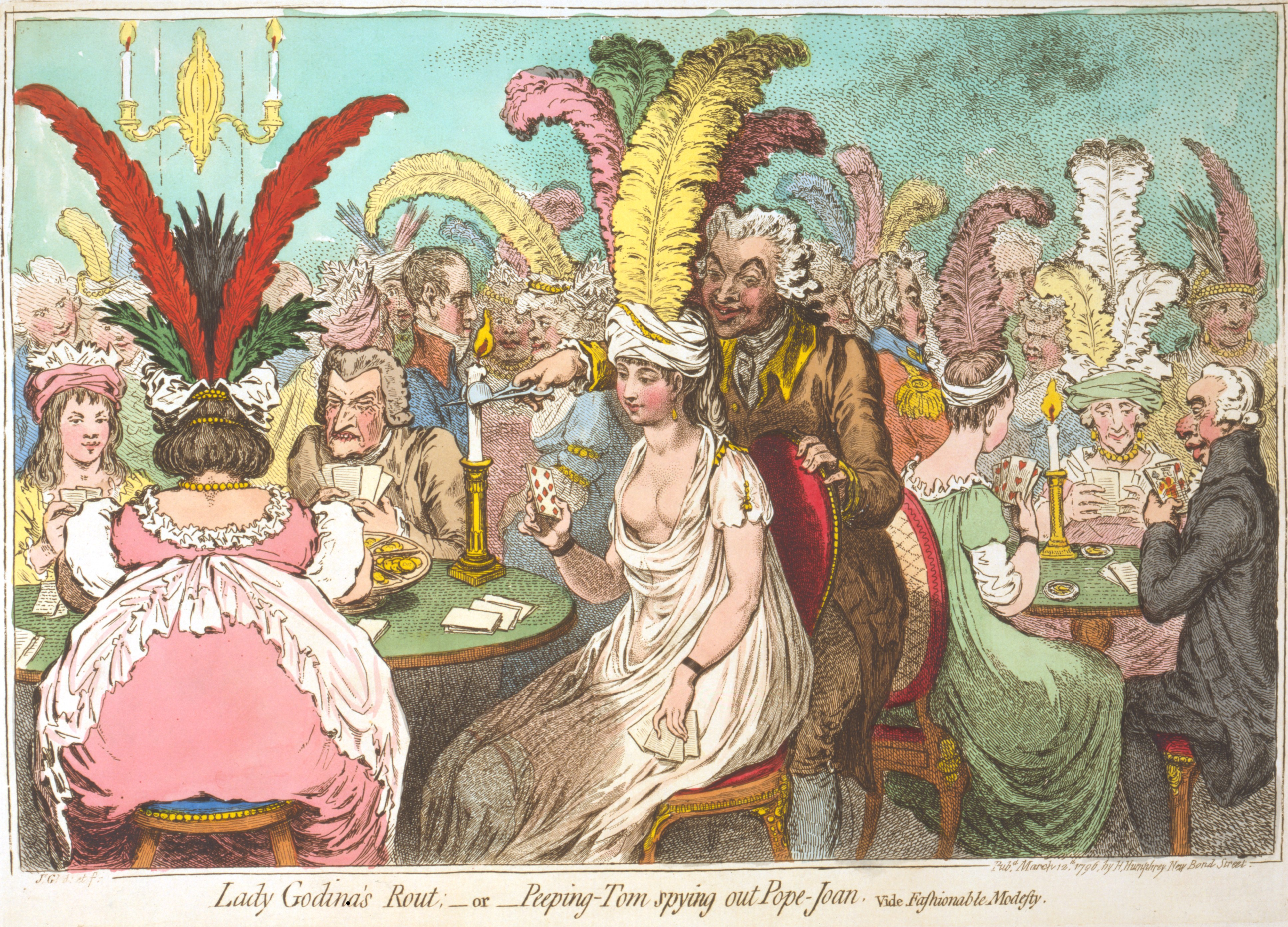
Lady Godina's Rout;—or—Peeping-Tom spying out Pope-Joan (1796), illustration du caricaturiste anglais James Gillray.

La scopophilie, scoptophilie ou pulsion scopique, correspond à ce que Sigmund Freud appelle la Schaulust, soit « le plaisir de regarder ». 

## ScopophiliaetSchaulust
Scoptophilia (scoptophilie) était une erreur de traduction de la Standard Edition; d'après Ernest Jones (1936), le terme devait être scopophilia (scopophilie), pour traduire ce que Sigmund Freud appelle la Schaulust, le « plaisir de regarder », rappelle Alain de Mijolla dans le Dictionnaire international de la psychanalyse. Le « plaisir de regarder » est à entendre au « double sens de voir et d'être vu », en signifiant aussi la « curiosité ».
Pour Bruno Bettelheim, qui l'écrit dans Freud et l'Âme humaine (1983), les deux termes de scoptophilia et de scopophilia sont erronés, et « la monstruosité que les traducteurs de Freud ont trouvé le moyen d'inventer et de laisser se perpétuer dans la Standard Edition — scopophilia — ne fait rien comprendre du tout ». Il y voit une « trahison de la pensée freudienne » qu'il commente ainsi à propos de Lust et de Schau : « Il faut admettre qu'il serait difficile de trouver un seul mot anglais pour exprimer ce que Freud avait dans l'idée avec le mot Schaulust— terme qui combine le mot allemand pour “volupté”, ou “désir sexuel”, avec celui qui désigne “l'action de regarder, de voir, de contempler” ». Selon Bettelheim, « une expression telle que the sexual pleasure in looking (« le plaisir sexuel à regarder ») rendrait clair son sens ».
Dans De la psychanalyse (1909/1910), Freud distingue deux formes fréquentes de « cette pulsion partielle : l'une active, le “voyeurisme”, l'autre passive, l' “exhibitionnisme” », sans qu'il faille pour autant les considérer comme des perversions.

## Pulsion scopique et regard chez Lacan
Jacques Lacan fait du regard l'objet de la pulsion scopique, qu'il considère que parmi les pulsions, elle est « celle qui élude le plus complètement le terme de castration ». C'est notamment en se focalisant sur le sexe que le regard « joue un rôle essentiel dans la généalogie des perversions ». 

## Occurrences

### Cinéma
D'après Cécile Daumas, la pulsion scopique est définie par Sigmund Freud comme le plaisir de posséder l'autre par le regard. Il s'agit d'une pulsion sexuelle indépendante des zones érogènes où l'individu s'empare de l'autre comme objet de plaisir qu'il soumet à son regard contrôlant.
Selon l'analyse psychanalytique de Laura Mulvey, il existe deux formes contradictoires de l'investissement libidinal dans l'acte de regarder un film : « La première forme, scopophile, dérive du plaisir d'utiliser une autre personne comme objet de stimulation sexuelle par la vision. La seconde, dont le développement est lié au narcissisme et à la constitution du moi, vient de l'identification avec l'image vue ».